# Маркет
Маркет (рум. Marchet) — село у Гинчештському районі Молдови. Входить до складу комуни, адміністративним центром якої є село Погенешть.

## Населення
За даними перепису населення 2004 року у селі проживали 155 осіб.
Національний склад населення села:
| Національність | Кількість осіб | Відсоток |
| -------------- | -------------- | -------- |
| молдавани      | 153            | 98,7%    |
| росіяни        | 2              | 1,3%     |
| Всього         | 155            | 100%     |